# Flexamia arenicola
Flexamia arenicola är en insektsart som beskrevs av Lowry och Blocker 1987. Flexamia arenicola ingår i släktet Flexamia och familjen dvärgstritar. Inga underarter finns listade i Catalogue of Life.